# Budimci
Budimci – wieś w Chorwacji, w żupanii osijecko-barańskiej, w gminie Podgorač. W 2011 roku liczyła 670 mieszkańców.